# Résolution 98 du Conseil de sécurité des Nations unies
Membres permanents
- Chine (Taïwan)
- États-Unis
- France
- Royaume-Uni
- URSS

Membres non permanents
- Brésil
- Chili
- Grèce
- Pakistan
- Pays-Bas
- Turquie

Résolution no 97 Résolution no 99
La résolution 98 du Conseil de sécurité des Nations unies est une résolution du Conseil de sécurité des Nations unies adoptée le 23 décembre 1952.
Cette résolution, la seconde et dernière de l'année 1952, relative à la question Inde-Pakistan, rappelant les résolutions 91 et 96,
- approuve les principes sur lesquels le représentant des Nations unies s'est efforcé de parvenir à un accord,
- constate que les parties ont accepté la majorité des propositions du représentant des Nations unies,
- constate que l'accord ne s'est pas fait sur la démilitarisation de l'État de Jammu et Cachemire,
- invite les gouvernements de l'Inde et du Pakistan à entamer des négociations sur les effectifs des forces armées à maintenir de part et d'autre de la ligne de suspension d'armes,
- exprime sa reconnaissance au représentant des Nations unies pour les efforts qu'il a fait,
- invite les gouvernements des deux pays à transmettre un rapport au Conseil de sécurité avant 30 jours,
- charge le représentant des Nations unies de tenir le Conseil de sécurité au courant de l'évolution de la situation.

La résolution a été adoptée.

## Texte
- Résolution 98 sur fr.wikisource.org
- Résolution 98 sur en.wikisource.org